# Elana Meyers Taylor
Elana Meyers Taylor (n. 10 octombrie 1984, Oceanside⁠(d), California, SUA) este o sportivă ce a reprezentat Statele Unite ale Americii, medaliată olimpică. A participat la 4 ediții ale Jocurilor Olimpice (2010, 2014, 2018, 2022) în care a câștigat 3 medalii de argint și două medalii de bronz.